# 4237 Raushenbakh
A 4237 Raushenbakh (ideiglenes jelöléssel 1979 SD4) a Naprendszer kisbolygóövében található aszteroida. Nyikolaj Sztyepanovics Csernih fedezte fel 1979. szeptember 24-én.